# San Simon (Jeruzalém)

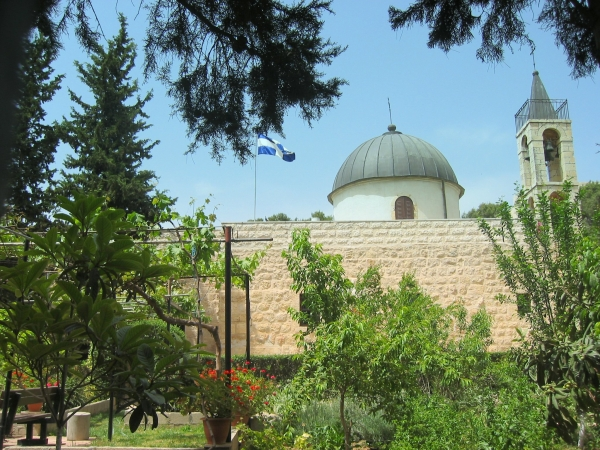
Klášter San Simon v čtvrti Katamon

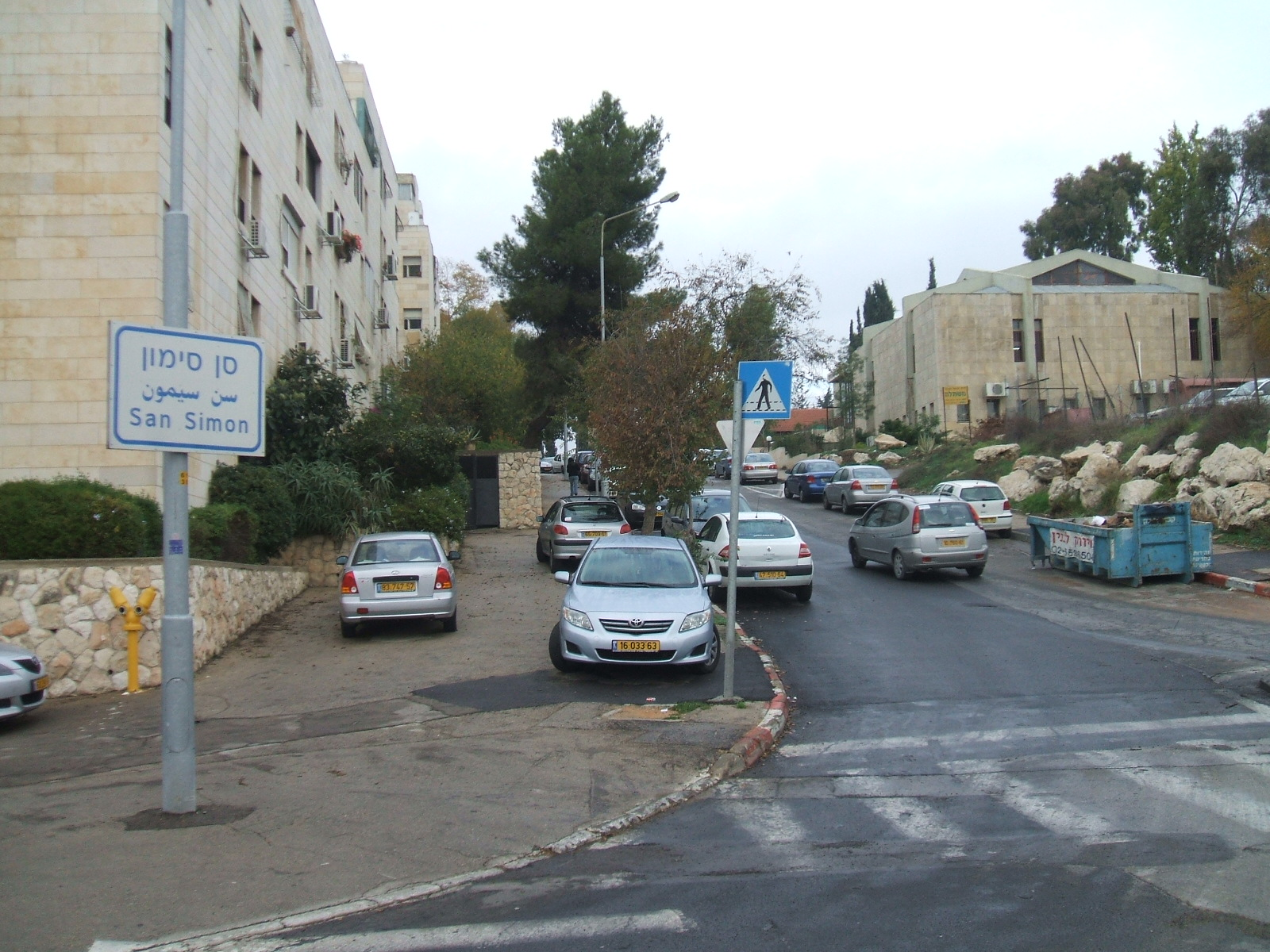
Zástavba ve čtvrti San Simon, ulice Rechov Ben Baba

San Simon (hebrejsky: סן סימון, dříve Katamon Het nebo Gonen Het, 'קטמון ה nebo 'גונן ה) je městská čtvrť v jižní části Jeruzaléma v Izraeli.

## Geografie
Tvoří podčást širší městské čtvrti Katamon, v jejímž rámci tvoří jeden z několika samostatných urbanistických souborů nazývaných Katamonim (nebo Gonenim). Leží v nadmořské výšce cca 750 metrů cca 3 kilometry jihozápadně od historického jádra města. Populace čtvrti je židovská.

## Dějiny
Už od roku 1859 v této lokalitě stál klášter San Simon. Zde se během války za nezávislost v roce 1948 odehrávaly těžké boje, protože klášter ležel na výrazném terénním hřbetu, jenž umožňuje ovládat jižní přístup do města. Současná zástavba nové obytné čtvrti, která zde pak vyrostla, sestává z vícepodlažních bytových domů o výšce sedmi až osmi podlaží a drobnější zástavby. Nachází se tu velký veřejný park. Obyvatelstvo tvoří sekulární i nábožensky sionistické rodiny. V ulici Rechov Ben Baba stojí synagoga.